# Daniel Lago Leirós

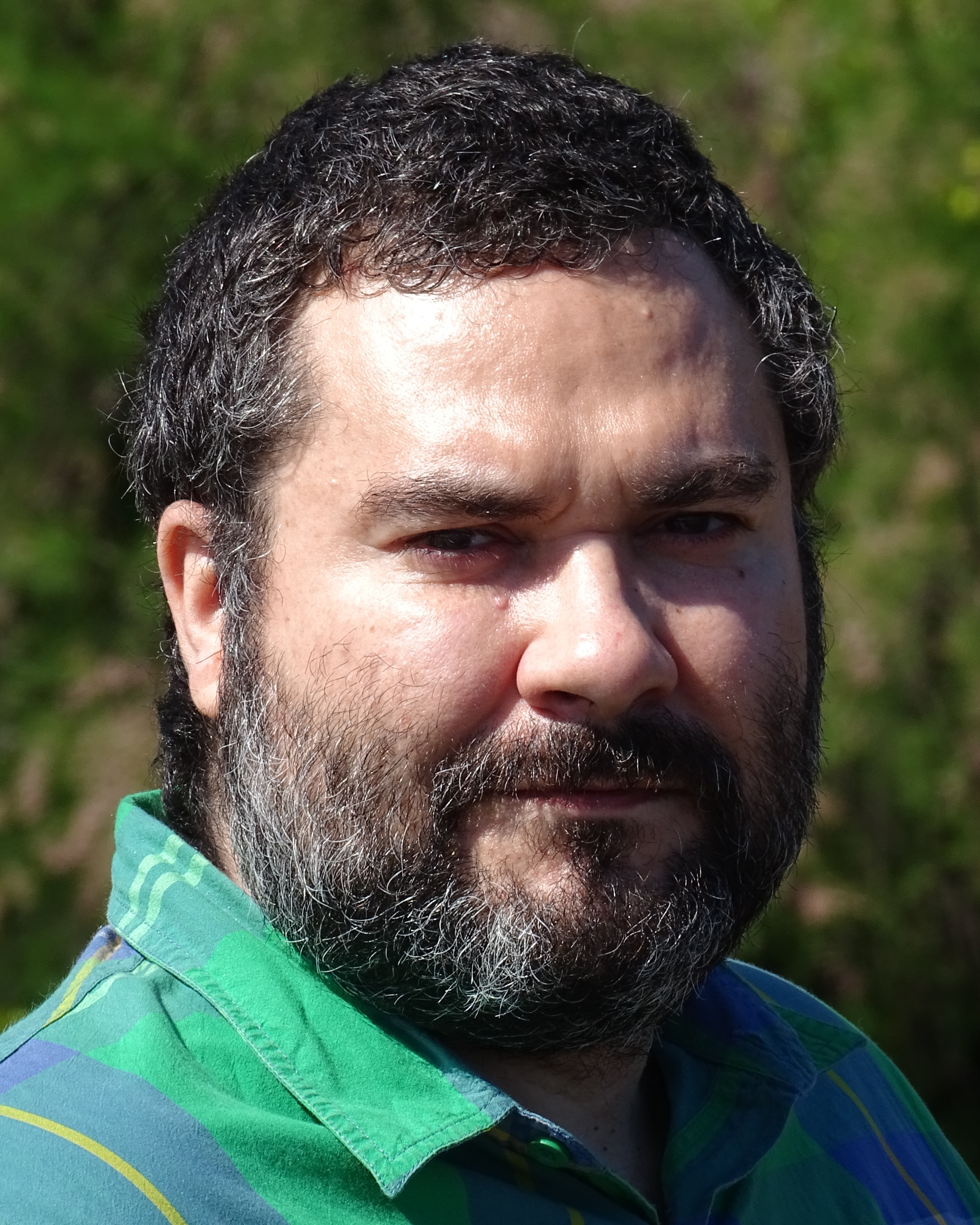
Daniel Lago Leirós

Daniel Lago Leirós (Vigo, 20 de abril de 1979) es un empresario y político gallego, miembro del Consejo del Partido Demócrata Europeo y Secretario de Organización de Compromiso por Galicia.

## Biografía

### Política
Comenzó su actividad política en el mundo estudiantil donde participó en los Comités Abiertos de Faculdade. Posteriormente entraría a formar parte de Esquerda Nacionalista y del BNG hasta el año 2006, año en el que abandona la práctica activa de la política. En el 2012 volvería de nuevo a la actividad política sumándose al proyecto galleguista de Compromiso por Galicia.
Fue cabeza de lista en las elecciones generales de abril del 2019 para el Senado por la circunscripción de Pontevedra, obteniendo 2769 votos con Compromiso por Galicia.
Comparte opinión a través de varios medios de comunicación social , generalmente, sobre temas de análisis internacional y geopolítico.

### Formación
Es licenciado en Ciencias Políticas, especialidad en relaciones internacionales y estudios políticos por la Universidad de Santiago de Compostela. Cursó también Estudios Europeos a través de una beca Erasmus en la Universidad Moderna de Oporto.

## Activismo social
Ligado de siempre al mundo de la Lusofonia es vicepresidente del Centro Portugués de Vigo ayudando en un nuevo renacer de la entidad. Desde 2021 es miembro fundador de la Associação Impulsora de la Casa de la Lusofonia que tiene por objetivo la creación de la "Casa de la Lusofonia" dentro de la red de casas del Ministerio de Asuntos Exteriores.
En el mundo de la empresa desarrolla su negocio en la industria aseguradora y en la consultoria de internacionalización y aceleración de empresas.
1. ↑  Vigo, Noticias (13 de abril de 2019). «Daniel Lago no Congreso do Partod Democrata en Liubliana: “A UE tem que liderar un “green deal” e levar un “plan Marshall” para Africa | Noticias Vigo». Noticias de Vigo. Archivado desde el original el 16 de abril de 2021. Consultado el 16 de abril de 2021.
2. ↑  «candidaturas presentadas elecciones generales 28A 2019». http://www.elecciones.mir.es/generales28A2019/es/formaciones-politicas/candidaturas-presentadas/senado/pontevedra.htm. Consultado el 06/04/2021.
3. ↑  «O xornal da Galicia que vén». Praza Pública (en gallego). Consultado el 5 de abril de 2021.
4. ↑  Diario, Nós. «Nós Diario - Xornal de intereses galegos». Nós Diario (en gallego). Consultado el 5 de abril de 2021.
5. ↑  Informática, Korku Soft Internet e. «Daniel Lago». Adiante Galicia. Archivado desde el original el 16 de abril de 2021. Consultado el 16 de abril de 2021.
6. ↑  méndez, ó (27 de agosto de 2018). «El Centro Portugués busca un local en la ciudad para abrir una biblioteca con 3.000 ejemplares». Faro de Vigo. Consultado el 5 de abril de 2021.
7. ↑  SL, POMBAPRESS. «Impulsan la instalación en Ourense de la Casa da Lusofonía Ourense, tras firmar un acuerdo Diputación y asociación». Galiciapress. Consultado el 5 de abril de 2021.

- Datos: Q106385795